# Herminia laevigata
Herminia laevigata là một loài bướm đêm trong họ Noctuidae.